# 닷지 캘리버

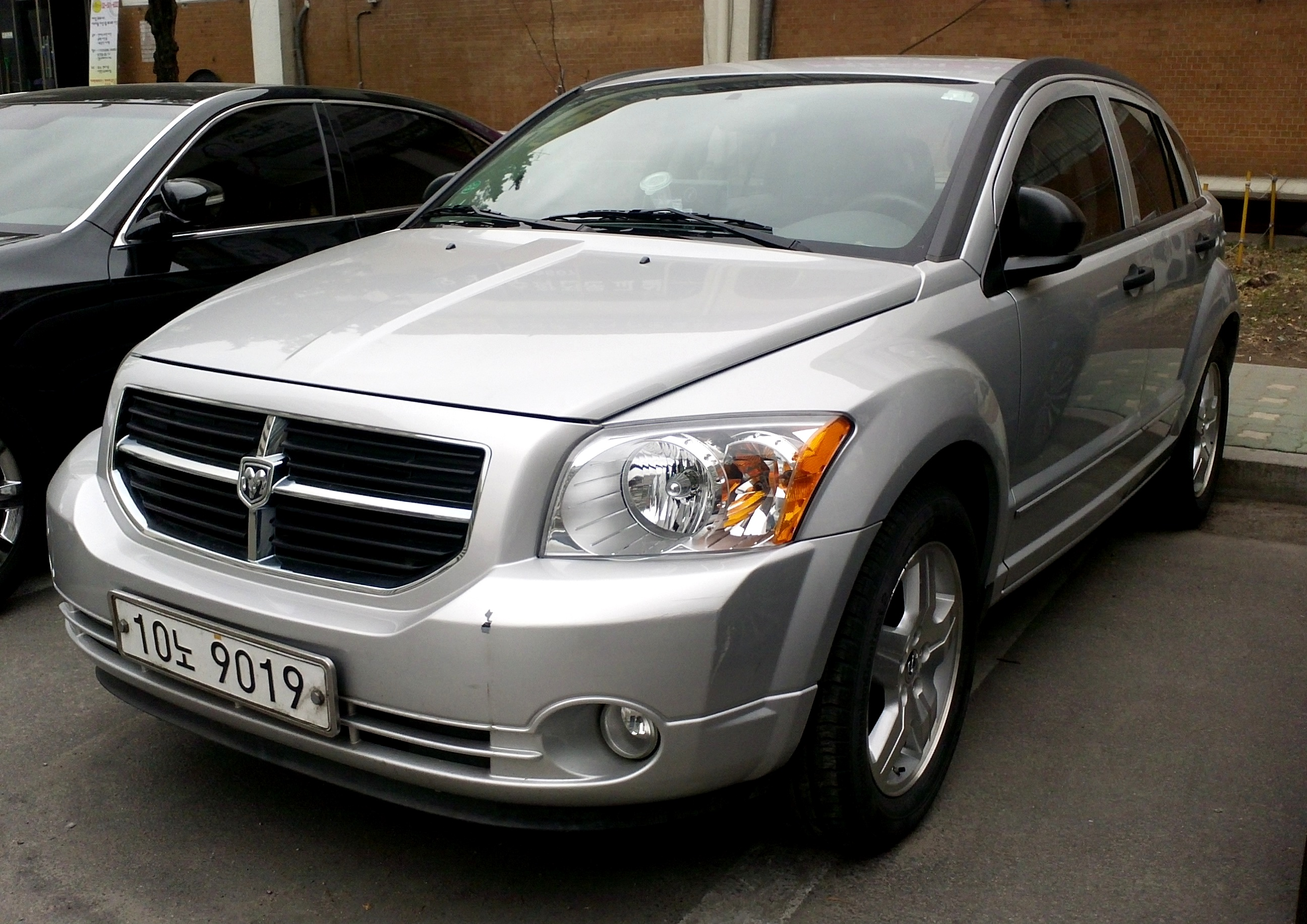
닷지 캘리버 정측면

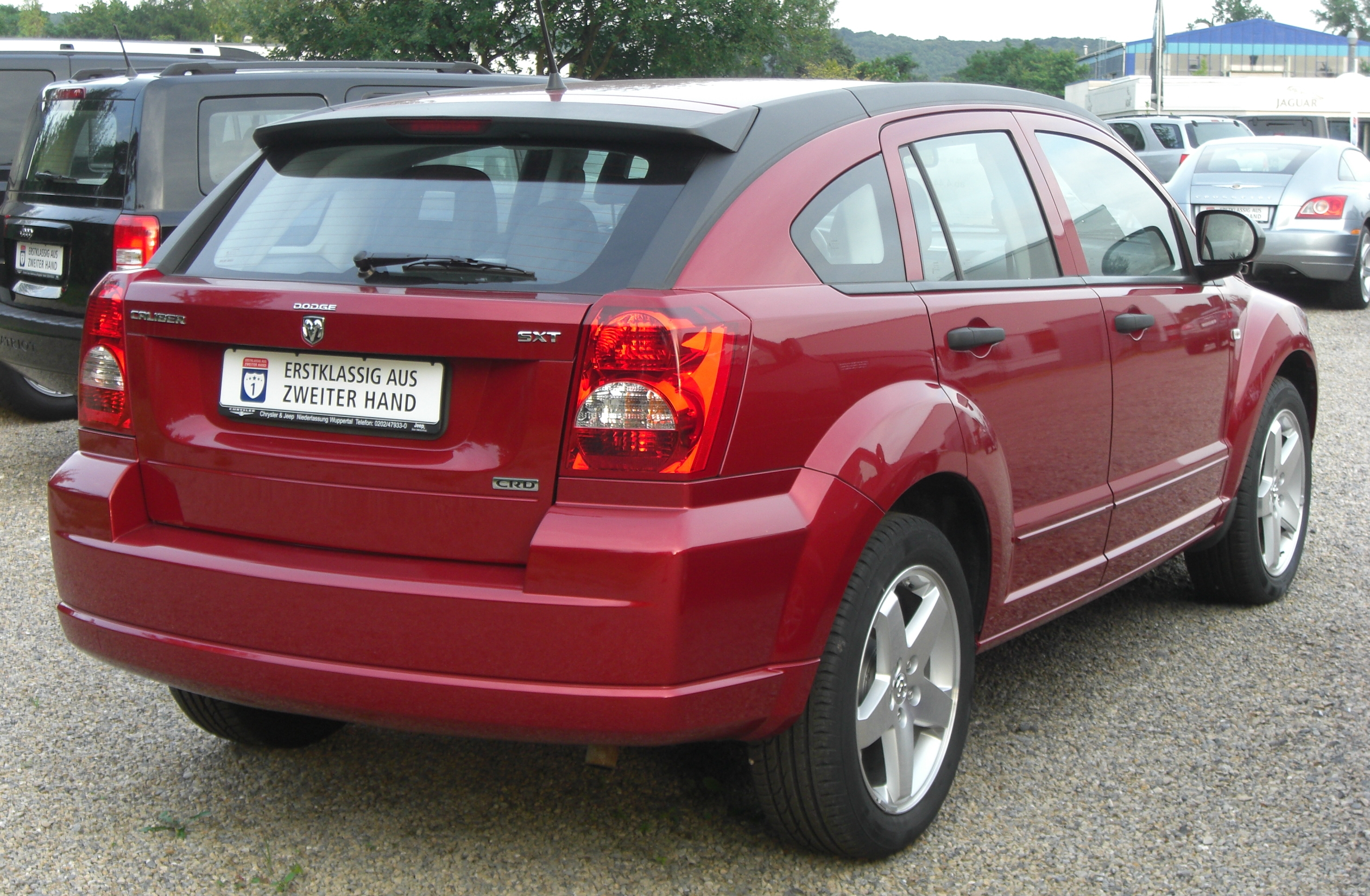
닷지 캘리버 후측면

닷지 캘리버(Dodge Caliber)는 크라이슬러의 닷지 디비전으로 판매된 전륜구동 기반 준중형 스포츠 유틸리티 자동차이다. 니트로의 아랫급 차종으로, 네온의 후속 차종으로 출시됐으며 지프 컴패스와 플랫폼을 공유한다. 2005년 3월에 개최된 제네바 모터쇼에서 컨셉트 카로 선보였고, 2006년 1월에 개최된 북미 국제 오토쇼에서 양산형이 발표됐다. 같은 해 8월부터 생산돼 2007년형으로 처음 출시됐으며, 크라이슬러와 미쓰비시 자동차, 현대자동차가 공동 개발한 4기통 월드 엔진(세타 엔진)이 탑재됐다. 대한민국에는 12월부터 2.0리터 DOHC 엔진과 CVT가 달린 전륜구동 모델이 공식 수입되기 시작했으며, 출시 당시 대한민국 내의 판매 가격은 수입 SUV 중 가장 저렴한 2,690만 원이었다. 2011년 11월에 판매 부진으로 후속 차종 없이 단종되었다.